# 異常子宫出血
異常子宫出血是源自子宮的異常陰道出血，可能是頻率過於頻繁、持續期間過長、出血量較一般經血要多，或是不規則。若沒有發現特殊病因，則稱為功能失调性子宫出血，也称功能性子宮出血，简称功血。懷孕中的陰道出血不算在功能失调性子宫出血內。異常子宮出血可能導致缺鐵性貧血，也會影響生活质量。
病因包括有排卵問題、子宮肌瘤、子宫腺肌病、子宫内膜息肉、潛在的凝血病、生育控制的副作用，或是癌症。也有可能有一個以上的病因。在臨床上第一步是要排除贅生物或妊娠的可能性。醫學影像或子宮鏡檢查可以幫助診斷。
治療方式會隨病因而不同。選項可能包括激素生育控制、性腺激素釋放素促進劑、傳明酸、非甾体抗炎药，或是像子宫内膜去除術或子宮切除術等手術。約有20%的育齡婦女曾有異常子宫出血的情形。